# Phrynopus paucari
Phrynopus paucari es una especie de anfibio anuro de la familia Craugastoridae.

## Distribución geográfica
Esta especie es endémica de la provincia de Pasco, en la región de Pasco, en Perú. Habita alrededor de Paucartambo, a unos 3600 m s. n. m. (metros sobre el nivel del mar).

## Etimología
Su nombre de especie le fue dado en referencia al dios quechua Paucar, fundador de Paucartambo, la localidad tipo.

## Publicación original
- Lehr, Lundberg & Aguilar, 2005: Three new species of Phrynopus from central Peru (Amphibia: Anura: Leptodactylidae). Copeia, vol. 2005, n.º 3, pp. 479-491.[5]